# Bathmocercus rufus
La prinia carinegra (Bathmocercus rufus) es una especie de ave paseriforme de la familia Cisticolidae.

## Distribución geográfica yhábitat
Se encuentra en Camerún, República Centroafricana, República del Congo, República Democrática del Congo, Río Muni (Guinea Ecuatorial), Gabón, Kenia, Ruanda, Sudán del Sur, Tanzania y Uganda. Su hábitat natural son los tropicales y subtropicales húmedos de tierras bajas de los bosques húmedos o montanos tropicales y subtropicales. No se encuentra amenazado.

## Subespecies
Se reconocen las siguientes subespecies:
- B. r. rufus Reichenow, 1895, en África Central
- B. r. vulpinus Reichenow, 1895, en África Oriental